# 성남초등학교 (부산)
성남초등학교(成南初等學校)는 대한민국 부산광역시 동구 범일동에 있는 공립 초등학교다.

## 학교 연혁
- 1923년 5월 27일 : 부산제8공립심상소학교 설립
- 1946년 4월 7일 : 부산제8공립국민학교 개교
- 1946년 5월 10일 : 성남공립국민학교 개칭
- 1996년 3월 1일 : 성남초등학교로 개칭
- 2016년 7월 1일 : 어울림실(다목적실) 리모델링
- 2017년 2월 17일 : 제72회 졸업식(누계 42020명)
- 2018년 3월 1일 : 이순옥 교장 부임

## 관련 문화재
- 부산진지성 서문 성곽우주석 - 부산광역시 기념물 제19호

## 참고 자료
- 성남초등학교 - 한국교육학술정보원 학교알리미